# Alice Little
Alice Little (Condado de Dublín, 3 de mayo de 1990) es una trabajadora sexual y youtuber irlandesa-estadounidense. Su nombre artístico, Alice Little, se refiere a su altura, de 1,42 m, estatura que la ha convertido en la "escort legal más pequeña del estado de Nevada" y, por ende, de los Estados Unidos.
Little llamó la atención en 2017 después de escribir un artículo para Refinery 29 titulado "A Week as a Legal Sex Worker in Mound House, NV, on a $267,000 Salary". Desde entonces se ha hecho conocida por su defensa de las trabajadoras sexuales. En 2019, recibió más prensa por ofrecer un 50 % de descuento para los asistentes al Festival Alienstock, desarrollado paralelamente a la Iniciativa Storm Area 51.
Cuando no está trabajando en Moonlite BunnyRanch, uno de los pocos burdeles legales del estado de Nevada, Little reside en Carson City.

## Biografía y carrera
Little nació "en las afueras de Dublín", en Irlanda, y se mudó a los Estados Unidos cuando tenía cinco años. Little creció en el condado de Nassau, en el estado de Nueva York. Antes de unirse a la industria del trabajo sexual legal, fue jockey en las carreras de caballos de Belmont Stakes y técnica médica de emergencia en la ciudad de Nueva York.
Little ha estado ligada a la industria del trabajo sexual legal desde noviembre de 2015 cuando comenzó a trabajar en Sagebrush Ranch, mudándose a Moonlite BunnyRanch en octubre de 2017. Little ha llegado a dirigir talleres para las otras prostitutas del rancho, centrándose en la gestión empresarial.
Little, que comenzó su carrera centrada en el sexo positivo y como educadora sexual en temática BDSM, continuó produciendo videos para su canal de YouTube con contenido enfocado en la educación sexual. Desarrolló una serie de episodios llamada "Coffe with Alice". En esta serie de videos, analizaba "diferentes temas de intimidad", respondiendo a las preguntas de la audiencia. Little también produjo otras tres series "Ask A Sex Worker", "Sex Toy Reviews" y "(S)explained!", así como otra "Bunny Ranch", de abril de 2019, explicando la vida en el rancho.
Además de su canal de YouTube, también ha escrito artículos de educación sexual y otros de opinión para una variedad de publicaciones, incluyendo HuffPost, así como su versión británica, Business Insider, Yahoo! News, SheKnows, Insider Inc., Refinery29, The Reno Gazette-Journal, The Nevada Independent y Guys Gab.
Es miembro fundadora de Hookers for Healthcare y miembro activa de la Nevada Brothel Association. Es activista por los derechos de las trabajadoras sexuales y las prostitutas; ha luchado para contrarrestar la legislación para criminalizar el trabajo sexual, como el gestado por la ley conocida como FOSTA-SESTA, y para evitar que los burdeles de Nevada cerraran por la ley propuesta de 2018 del condado de Lyon, pregunta 1.
En el plano personal, Little es bisexual y proclama la no monogamia consensuada. Como afición, destaca por ser anticuaria de libros incunables.